# Чхонвон
Чхонво́н (кор. 청원군?, 淸原郡?, Cheongwon-gun) — уезд в провинции Чхунчхон-Пукто, Южная Корея.

## Города-побратимы
Чхонвон является городом-побратимом следующих городов:
- Цанчжоу, провинция Хэбэй, Китай
- Кикути, префектура Кумамото, Япония